# Stefano Patuanelli
Stefano Patuanelli (* 8. června 1974 Terst) je italský politik, stavební inženýr a člen Hnutí pěti hvězd. 5. září 2019 byl jmenován italským ministrem pro hospodářský rozvoj v druhé vládě Giuseppa Conteho.